# Хилбертови проблеми
Хилбертови проблеми, то су 23 проблема, од којих је тринаест поставио математичар Давид Хилберт да би на Другом међународном конгресу математичара у Паризу, 8. августа 1900. године било додато још десет, овде број 1, 2, 6, 7, 8, 13, 16, 19, 21, и 22. Неки од ових проблема су заправо подручја за истраживање, а заједно са осталима били су пример нарастања читавих дисциплина, временом, из малих „проблема“. Потпуна листа од 23 проблема објављена је касније, посебно у преводу на енглески из 1902. године од стране Мери Френсис Винстон Њусон у Bulletin of the American Mathematical Society.

## Игнорабимус
Пратећи Готлоба Фрегеа и Бертранда Расела, Хилберт је покушао да дефинише математику логички користећи метод формалних система, тј. финитистичке доказе из договореног скупа аксиома. Један од главних циљева Хилбертовог програма био је финитистички доказ конзистентности аксиома аритметике: то је његов други проблем.
Међутим, Геделова друга теорема о непотпуности даје прецизан смисао у коме је такав финитистички доказ конзистентности аритметике доказиво немогућ. Хилберт је живео 12 година након што је Курт Гедел објавио своју теорему, али изгледа да није написао никакав формални одговор на Геделов рад.
Хилбертов десети проблем не поставља питање да ли постоји алгоритам за одлучивање о решивости Диофантских једначина, већ тражи конструкцију таквог алгоритма: „да се осмисли процес према којем се у коначном броју операција може одредити да ли је једначина решива у рационалним целим бројевима“. То што је овај проблем решен показивањем да не може постојати такав алгоритам противречи Хилбертовој филозофији математике.
Расправљајући о свом мишљењу да сваки математички проблем треба да има решење, Хилберт допушта могућност да би решење могло бити доказ да је оригинални проблем немогућ. Он је навео да је поента знати на овај или онај начин шта је то решење, и веровао је да се то увек може знати, да у математици не постоји „игнорабимус“ (тврдња чија се истина никада не може сазнати). Остаје нејасно да ли би он сматрао решење десетог проблема као пример игнорабимуса: оно што је доказано да не постоји није целобројно решење, већ (у извесном смислу) способност да се на специфичан начин разазна да ли решење постоји.
С друге стране, статус првог и другог задатка је још компликованији: не постоји јасан математички консензус о томе да ли су резултати Гедела (у случају другог задатка), или Геделовог и Кохеновог (у случају првог проблема) дају дефинитивна негативна решења или не, јер се та решења односе на извесну формализацију проблема, која није нужно једина могућа.

## Двадесет четврти проблем
Хилберт је првобитно укључио 24 проблема на своју листу, али је одлучио да не укључи један од њих на објављену листу. „24. проблем“ (у теорији доказа, о критеријуму једноставности и општим методама) поново је открио немачки историчар Ридигер Тиле 2000. године у Хилбертовим оригиналним белешкама у рукопису.

## Проблеми
1. Канторов проблем кардиналног броја континуума.[6]
2. Конзистентност аксиома аритметике.
3. Једнакост запремина два тетраедра једнаких база и висина.
4. Проблем праве линије као најкраћег растојања између две тачке.
5. Концепт Лијевих група непрекидних трансформација, без претпоставке диференцијабилности.
6. Математички третман аксиома физике. Може ли се физика аксиоматизовати?[7][8]
7. Ирационалност и трансцендентност извесних бројева, oblika {\displaystyle a^{b}}, нпр. {\displaystyle 2^{\sqrt {2}}},; {\displaystyle e^{\pi }}.
8. Проблем простих бројева, Риманова хипотеза.
9. Општи доказ теорема реципрочности теорије бројева.
10. Опште решење Диофантове једначине.

1. Квадратна форма произвољног целобројног алгебарског поља.[9]
2. Кронекерова теорема, конструкција холоморфне функције.[10]
3. Немогућност решења опште једначине 7-ог степена функцијама са само два аргумента.[11][12][13][14]
4. Проблем коначности извесних функција.
5. Строго заснивање Шубертовог непребројивог рачуна (Schubert).
6. Проблем топологије алгебарских кривих и површи.
7. Репрезентација кончане форме квадрата.
8. Изградња простора из конгруентног полиедра.
9. Јесу ли решења проблема варијација увек аналитичка?
10. Општи проблем граничне вредности.

1. Доказ егзистенције решења линеарне диференцијалне једначине за монодромску групу.
2. Униформизација аналитичких релација помоћу аутоморфних функција.
3. Даљи развој метода рачуна варијација.